# Kirschnaumen
Kirschnaumen là một xã trong vùng Grand Est, thuộc tỉnh Moselle, quận Thionville-Est, tổng Sierck-les-Bains. Tọa độ địa lý của xã là 49° 23' vĩ độ bắc, 06° 26' kinh độ đông. Kirschnaumen nằm trên độ cao trung bình là 300 mét trên mực nước biển, có điểm thấp nhất là 255 mét và điểm cao nhất là 351 mét. Xã có diện tích 19,93 km², dân số vào thời điểm 2005 là 461 người; mật độ dân số là 24 người/km². Xã nằm khoảng 20 km về phía đông của Thionville, thuộc Pháp từ năm 1661.

## Thông tin nhân khẩu
| 1962 | 1968 | 1975 | 1982 | 1990 | 1999 |
| ---- | ---- | ---- | ---- | ---- | ---- |
| 541  | 544  | 493  | 468  | 432  | 433  |